# Prolixoplecta
Prolixoplecta es un género de foraminífero bentónico de la familia Prolixoplectidae, de la superfamilia Verneuilinoidea, del suborden Verneuilinina y del orden Lituolida. Su especie tipo es Dorothia exilis. Su rango cronoestratigráfico abarca el Holoceno.

## Discusión
Clasificaciones previas incluían Prolixoplecta en el suborden Textulariina del orden Textulariida, o en el orden Lituolida sin diferenciar el suborden Verneuilinina.

## Clasificación
Prolixoplecta incluye a las siguientes especies:
- Prolixoplecta exilis
- Prolixoplecta palustris
- Prolixoplecta parvula
- Prolixoplecta pusilla

Otras especies consideradas en Prolixoplecta son:
- Prolixoplecta biformis, aceptado como Spiroplectammina biformis
- Prolixoplecta earlandi, aceptado como Textularia earlandi
- Prolixoplecta sagittula, aceptado como Spiroplectammina sagittula
- Prolixoplecta wrightii, aceptado como Spiroplectinella wrightii